# الحزب العربي الديمقراطي الناصري
الحزب العربي الديمقراطي الناصري هو الحزب الرسمي المعبر عن التيار القومي الناصري في مصر. ورئيسه الحالي هو الاستاذ الدكتور محمد ابو العلا رضوان. 
قام بتأسيس هذا الحزب السياسي فريد عبد الكريم بعد خروجه من السجن بالاشتراك مع كل من ضياء الدين داوود والفريق محمد فوزي وزير الحربية السابق في عهد الزعيم جمال عبد الناصر ووجود عدد كبير من القيادات الناصرية الشابة وقتها منهم سامح عاشور نقيب المحامين السابق وسيد عبد الغني رئيس الحزب الحالي، وكان يهدف إلى تكوين كيان تنظيمي يجمع فيه الناصريين وكان كل من فريد عبد الكريم وضياء الدين داوود وكيلين لمؤسسيه، وتأسس الحزب بحكم المحكمة الإدارية العليا في 19 أبريل 1992 بعد رفض لجنة الأحزاب المصرية التابعة لمجلس الشورى الموافقة على إصدار ترخيص لقيام هذا الحزب، وتولى رئاسة الحزب بعد الموافقة عليه ضياء الدين داوود ورئيس الحزب الحالى الدكتور محمد ابو العلا .

## من أهم المبادئ العامة للحزب
- العمل على الوحدة بين أقطار الوطن العربي سواءً وحدة اندماجية أو فيدرالية أو تتساوى فيها كل الأقطار في الحقوق والواجبات بعيداً عن تلاعب الغرب بها.
- استرداد المكاسب التي حققتها ثورة يوليو 1952.
- القضاء على الإقطاع.
- القضاء على الاستعمار وأعوانه.
- القضاء على سيطرة رأس المال على الحكم.
- إقامة حياة ديمقراطية سليمة.
- إقامة جيش وطني قوي.
- إقامة عدالة اجتماعية.
- الاتجاه نحو التقدم والتنمية الشاملة.
- إقامة اقتصاد وطني مستقل.
- صياغة ميثاق شرف تتعهد بموجبه كافة المؤسسات، والقوى السياسة الرسمية، والشعبية بالامتناع كلية عن استخدام العنف ونبذ الإرهاب.
- المشاركة الجماهيرية، والتخطيط الشامل وتشجيع القطاع العام، والخاص، والقطاع التعاوني في إطار خطة الدولة.
- تحسين أوضاع المعلم، وتطوير التعليم، والعناية باللغة الوطنية.
- توفير العلاج المجاني لعامة الشعب.
- أهمية إشراك النساء في كافة الأنشطة.
- ضرورة تخصيص نسب متزايدة من الدخل القومي لأغراض البحث العلمي، وربطه بالتعليم والتنمية.
- القضية الفلسطينية هي قضية تشمل كل العرب واسترداد الأرض العربية المحتلة هو القضية الكبرى.
- ضرورة النظر في دور جامعة الدول العربية بما يخدم القومية العربية وحماية الدول العربية من المخاطر المختلفة وضرورة استيعاب الخلافات العربية

### الناصرية
هي أحد تلك التوجهات والتيارات السياسية التي تعالج مشكلات واقعنا المعاصر، وهي لم تخرج للواقع من خلال التنظير الأكاديمي بعيدا عن الواقع الفعلي، كذلك لم تكن معالجه عشوائيه للواقع، انما استخدمت المنهج العلمي في قراءة الواقع وتوصلت إلى قوانين حركة المجتمع ومن ثم فقد آمنا بها وبأفكارها، بمبادئها وأهدافها، بمنطلقاتها وغاياتها وأسلوبها الثوري في التطبيق، آمنا بمنهجها ونظريتها التي جعلت من الإنسان لا غيره أساسا للتطور.

### الحرية
هي تلك الهدف النبيل الذي يسعى الإنس'ن إلى الوصول اليه، لا تتصور الناصرية ان يكون المجتمع العربي بدون الحرية، فان لم تكن للمجتمع حريته السياسية والاقتصاديه يظل هناك حجرا ضخما في سبيل تطوره، واذا كان المجتمع ما هو الا مجموعه من البشر قد اتخذوا من هذا المكان أو ذاك وطنا لهم لظروف قد حكمها التاريخ فحريته لا تنفصل عنهم، وأصبح المجتمع هو الإطار الذي يعملون فيه جاهدين لكي يتطوروا، فلا يمكن ان يكون التطور علي حساب المجتمع، وإذا كان شرط وجود الإنسان هو شرط لتطوره، يصبح شرط وجود المجتمع شرطاً لتطوره، وبما أن التطور هو ما يحقق مزيداً من الحرية للمجتمع وللإنسان، فان أي فعل معادي للتطور يخرج من اطار الحرية، أي أن أي فعل يهدد وجود الإنسان لا يعد من الحريات، وأي فعل يهدد وجود المجتمع لا يعد من الحريات، لان أي مجتمع هو نسيج مترابط ان اهدر منه جزء تأثر باقي النسيج، فشرط وجود المجتمع هو المحدد الأول للحريات بهذا المجتمع، ولا تتصور الناصرية ان يكون هناك ما يسمي بالمجتمع الحر ويكون الإنسان بداخل المجتمع لا يمتلك حريته في الفهم والتعبير والعمل، كأن يكون محتلا عسكريا أو اقتصاديا أو ثقافيا أو غيره من اشكال الاحتلال والعكس أيضاً فلا تتصور الناصرية أن يكون هناك إنسانا حرا في مجتمع غير حر، فإما أن تكون الحرية للمجتمع وللإنسان بداخل هذا المجتمع وإما ان الحرية مجرد شعارات رنانه يرددها البعض ايهاما للاخرين بان تلك هي الحرية.

### الاشتراكية
تسعي جاهدة عن طريق آلياتها إلى منع الاستغلال داخل المجتمع، أن لا يستغل الإنسان أخيه الإنسان، وأن لا يستغل الإنسان المجتمع بأسره لخدمه نفسه فقط أو قلة قليلة من مريديه دون تحقق المصلحة للوطن، فكما قلنا بأن المجتمع ما هو الا مجموعه من البشر اتخذت مكانا معينا وطنا لها فهذا الوطن هو ملك لجميع أبنائه ملكية خاصة ومشتركة، لا يحق لاحد احتكار أي جزء منه وتسخيرها له فقط، المجتمع وموارده وإمكانياته وأرضه وثرواته هي ملك للجميع، توظف في خدمه تطور الجميع، من خلال مشاركة الكل في تحديد أولوياته واحتياجاته الأساسية وبعد دراسة كل الإمكانيات المتاحة، ويشارك الجميع في العمل بعد وضع خطط العمل المشترك، أي أن النشاط الاقتصادي في الاشتراكية لا يعرف العشوائية إنما هو تخطيط شامل يوجه نشاط المجتمع باسره لصالح الجميع، الاشتراكية لا تجرم أو تحرم الملكيات الفردية كما يدعي البعض وإنما تحرم وتجرم الملكيات التي يختص اصحابها بها دون باقي المجتمع ويستغلونها في عرقلة أو منع تطور المجتمع محققين النفع الخاص لهم عن طريق الإستغلال والاحتكار وحرمان المجتمع وأفراده من الانتفاع، كما أنها لا تسعى إلى عدم الامتلاك الفردي لبعض وسائل الإنتاج في المجتمع وإنما تسعى إلى انتفاع الشعب كله بجميع وسائل الإنتاج من خلال التخطيط وتحديد ما يمكن ان يتاح للملكيه الفردية وما لا يمكن أن يتاح لها، الاشتراكية كما قلنا هي تسعى إلى تطور المجتمع بما فيه من كل البشر وإلغاء الاستغلال انطلاقا من إمكانيات وقدرات هذا المجتمع ومعالجة لجميع مشكلاته فانها تنطلق في كل مجتمع من واقع مختلف وتواجه مشكلات مختلفة، فهي وان كانت تقوم على إلغاء الاستغلال وتجميع كل طاقات المجتمع إلا أن هذا لا يعني أن لكل المجتمعات نفس الإمكانيات والمشكلات وهو ما يعني أن لكل مجتمع اشتراكيته الخاصة، فإذا كان مجتمعنا العربي له إمكانياته ومشكلاته الخاصة التي يفرضها واقعنا العربي فان اشتراكيتنا هي «الاشتراكية العربية» وبما أننا توصلنا إليها عن طريق البحث العلمي فهي «اشتراكيتنا العربية العلمية».

### الوحدة
واقع الجهل بالقومية العربية أو إنكارها لا يعني عدم وجودها، فقد تكونت القومية العربية على مر العصور وبفعل الظروف فأصبحت المنطقة الجغرافية بدءا من الخليج العربي إلى المحيط الأطلسي منطقة عربية تمتلك لغة واحدة وثقافة مشتركة ولنا تاريخ صنعناه سويا فيفرح المصري لفرح العراقي ويحزن اليمني لحزن الجزائري وأصبح مصيرنا بحكم وحدة المجتمع مصيرًا واحدًا، فإننا بهذا قد تكونّا أمة عربية واحدة تعايشنا سويا علي مدار مئات السنين إلى أن نجح الاحتلال في تقسيمنا كي تتطور أممه المختلفة على أنقاض أمتنا العربية فاستغلنا بشرا وارضاً وفرض علينا التخلف الذي حال دون تطورنا وحرمنا مما يسعى هو إليه، وعندما اراد أن يخرج جيوشه من الأرض العربية قسمها وجزأها وأوجد مكانه فيها من يقوم بدوره دون أن يكلفه الكثير، فوضع أنظمة حكم إقليمية تابعة له لا تخدم إلا مصلحته لأنه يوفر لها الحماية، وعملت تلك النظم على تأصيل التجزئة بتزييف التاريخ أو قراءته بشكل إقليمي كما لو أن تاريخ المنطقة العربية لم يصنعه العرب سويا، وعمل الاستعمار على زرع كيانا استعماريا عنصريا في قلب الأرض العربية حتى يكون حائلا دون وحدتها وهو إسرائيل، وما زال الاستعمار يقسم وطننا العربي قسم السودان وجزأ العراق ويحاول جاهداً تقسيم ليبيا - ولكن هيهات له ذلك وبها قوم نذروا أرواحهم فداءً لوطنهم- ويريد تدمير اليمن وحياكة المؤامرات على سوريا - والحبل على الجرار - ولكن ايماننا بالعروبة ليس وليدا للعواطف المثالية لكنه ايمان بواقع صنعناه علي مر التاريخ ويحاول أعداؤنا بصحبة الرجعية إنكاره، ولأننا مجتمع عربي واحد من الخليج إلى المحيط وواقعنا واحد ومشكلاتنا واحدة وإمكانياتنا واحدة، فلا بد من حل المشكلات الواحدة بالإمكانيات الواحدة وبتخطيط واحد وهذا لن يحدث إلا في ظل الوحدة العربية، نظام حكم واحد لأمة عربية واحدة.

## مواقف الناصريين
تميزت مواقف الحزب الناصري على المستوى المحلي بالدفاع عن القطاع العام، ورفض سياسة الخصخصة، التي تسرع الحكومة المصرية من خطواتها. ويحذر الحزب باستمرار من خطورة تدخل مستثمرين أجانب يهود، أو حتى إسرائيليين، لشراء المصانع المصرية المعروضة للبيع، وبالتالي التحكم في السوق المصري. كما ينتقد الناصريون سياسة العولمة، ويحذرون من مخاطرها على الدول النامية. ويتضمن برنامجهم الانتخابي عددا من القضايا، مثل العدالة الاجتماعية وحرية الرأي وبناء الوطن على عاتق أبنائه وتوفير فرص العمل المناسبة، وحماية القطاع العام، ومجانية التعليم والعلاج، وإطلاق حرية تشكيل الأحزاب، وإصدار الصحف.
وعلى الصعيد الحزبي، يعتبر الناصريون كل أبناء الوطن متساوين في الحقوق والواجبات كما دعت ثورة 23 يوليو1952م، وثورة 25 يناير 2011م وينادي الناصريون إلى تكاتف القوى الوطنية جميعاً لبناء ما أفسده الحزب الوطني السابق

### القضايا الخارجية
كان الناصريون يشاركون حزب العمل المصري -الذي قام الحزب الوطني الحاكم سابقاً بحله وسجن أعضائه - الموقف في عدد من القضايا المصرية، كما يلتقون معه في الموقف من بعض القضايا الخارجية. ويعتبر الحزبان من أكثر الأحزاب المصرية اهتماما بالقضايا الخارجية، وسبق لقادة الحزبين أن سافرا إلى الخارج للتضامن مع الفلسطينيين واللبنانيين بشكل خاص. ويعارض الناصريون بوضوح التطبيع مع الدولة العبرية، كما يعادون سياسة الحصار الغربي على الدول العربية خصوصا العراق وليبيا ومن ثم الحرب الأمريكية البريطانية واحتلال العراق 2003م، وينتقدون بقوة السياسة الخارجية الأمريكية وتدخلها لإيقاع الفتنة بين الدول والشعوب العربية، ومحاولة الدول الغربية تفكيك ليبيا وتجزءتها ومشكلة فلسطين.

### ثورة 25 يناير
كان شباب الحزب العربي الناصري من أوائل المشاركين في الحراك السياسي وثورة الخامس والعشرين من يناير مطالبين بالإصلاح السياسي ثم رحيل النظام السابق - حسني مبارك وحزبه - إلى غير رجعة مشاركين بذلك إخوانهم من التيارات والحركات السياسية المطالبة بالحرية والتنمية جنباًإلى جنب مع حركات «كفاية و6 أبريل وكلنا خالد سعيد والجمعية الوطنية للتغيير» وكل التيارات المصرية والحزبية المعارضة للظلم والمنادية بالحرية والعدالة الاجتماعية والتنمية واستقلال القرار السياسي.

### الانتخابات البرلمانية بعد الثورة
ويسعى الحزب العربي الناصري للحصول على مقاعد في البرلمان القادم (بعد الثورة)تمكنه من تنفيذ سياسة الحزب نحو التنمية الوطنية في شتى المجالات السياسية والاقتصادية والاجتماعية والحريات، وربما تزايد شعبية الحزب بين الجماهير، وإزالة التوترات الداخلية حول التعامل مع النظام السابق لمبارك ومحاولة إزالة الخلافات بين أقطاب الحزب والقضاء على الهزة المالية التي تعرض لها الحزب والتي أدت إلى وقف الجريدة اليومية للحزب (العربي)، وعودة الجريدة للصدور بشكل أسبوعي، كل هذا سيؤدي بإذن الله إلى عودة الحزب لموقفه الريادي للتكاتف مع الأحزاب الأخرى والتيارات المختلفة لبناء مصر الحديثة ومن ثم الوطن العربي الكبير.